# William Faversham
William Faversham (ur. 12 lutego 1868, zm. 7 kwietnia 1940) – angielski aktor filmowy.

## Filmografia
- 1920: The Man Who Lost Himself jako Victor Jones / Hrabia Rochester
- 1934: Secret of the Chateau jako Monsieur Fos/Prof.
- 1935: Jarmark próżności jako Książę Wellington
- 1935: Becky Sharp jako Hrabia Wellington
- 1937: Arizona Days jako Profesor McGill

## Wyróżnienia
Posiada swoją gwiazdę na Hollywoodzkiej Alei Gwiazd.